# Клинтон (Јута)
Клинтон (енгл. Clinton) град је у америчкој савезној држави Јута.

## Демографија
По попису из 2010. године број становника је 20.426, што је 7.841 (62,3%) становника више него 2000. године.
| Група             | 2000.          | 2010.          |
| Белци             | 10.960 (87,1%) | 16.760 (82,1%) |
| Афроамериканци    | 127 (1,0%)     | 274 (1,3%)     |
| Азијати           | 224 (1,8%)     | 470 (2,3%)     |
| Хиспаноамериканци | 1.011 (8,0%)   | 2.306 (11,3%)  |
| Укупно            | 12.585         | 20.426         |